# وكالة الفضاء الأسترالية
وكالة الفضاء الأسترالية (ASA) (بالإنجليزية: Australian Space Agency)‏ هي وكالة الفضاء الحكومية الأسترالية، تأسست في 1 يوليو 2018.
الوكالة مسؤولة عن تطوير صناعة الفضاء الأسترالية، وتنسيق الأنشطة المحلية، وتحديد الفرص وتسهيل المشاركة الفضائية الدولية.

## تاريخ
سنة 2008، كانت أستراليا الدولة الوحيدة في منظمة التعاون الاقتصادي والتنمية التي ليس لديها وكالة للفضاء، حيث تم حل مكتب الفضاء الأسترالي السابق (ASO) من قبل الحكومة الفيدرالية في عام 1996.
في عام 2009، موّلت وحدة سياسة الفضاء برنامج أبحاث الفضاء الأسترالي على مدى ثلاث سنوات.
في 25 سبتمبر 2017، في المؤتمر الدولي للملاحة الفضائية في أديليد، أعلن السناتور سيمون برمنغهام أن الحكومة الأسترالية ستطلق وكالة وطنية للفضاء في أعقاب تحقيق أجرته مجموعة خبراء بقيادة الدكتور ميجان كلارك، الرئيس التنفيذي السابق لمنظمة التعاون الاقتصادي والتنمية.
كجزء من إعلان ميزانية الحكومة الأسترالية لعام 2018، تم تضمين تمويل أولي بقيمة 26 مليون دولار على مدار أربع سنوات من عام 2018 لإنشاء وكالة الفضاء الأسترالية، مع مبلغ إضافي قدره 15 مليون دولار للاستثمار في الفضاء الدولي بدءًا من عام 2019.
في 14 مايو 2018، أعلنت السناتور ميكيليا كاش رسميًا إطلاق وكالة الفضاء الأسترالية، مع تحديد 1 يوليو 2018 موعدًا لبدء الوكالة. ستكون موجودة مع وزارة الصناعة في كانبرا.
في 12 ديسمبر 2018، أعلن رئيس الوزراء سكوت موريسون رسميًا أن مدينة أديلايد ستصبح مقرًا لوكالة الفضاء الأسترالية.